# Crotalaria purdiana
Crotalaria purdiana är en ärtväxtart som beskrevs av Gustav Alfred Senn. Crotalaria purdiana ingår i släktet sunnhampor, och familjen ärtväxter. Inga underarter finns listade i Catalogue of Life.